# 保·洛佩斯
保·洛佩斯·萨瓦塔（1994年12月13日—），是一名西班牙的職業足球運動員，司職守門員，目前效力於墨西哥足球超級聯賽球會托卢卡。

## 外部連結
- Espanyol official profile （页面存档备份，存于） （文）
- 保·洛佩斯在BDFutbol中的档案
- 保·洛佩斯 at Futbolme （西班牙語）
- Soccerway資料庫：保·洛佩斯